# چیکو (برند)
چیکو (به انگلیسی:chicco)، بخشی از هولدینگ آرتسانا است. این برند بزرگترین برند تولیدکننده محصولات مخصوص کودکان در اروپا است. چیکو کمپانی جامع و خلاق در زمینه تولید محصولاتی مانند لوازم تغذیه کودک، لوازم بهداشتی و تجهیزات پزشکی است که برای مراقبت و نگهداری کودکان نیاز است.

نشان چیکو

| نام برند         | چیکو           |
| تاریخ ثبت برند   | ۱۹۵۸           |
| کشور صاحب امتیاز | ایتالیا        |
| صاحب امتیاز      | Pietro Catelli |

## تاریخچه برند چیکو
این برند بیش از ۵۰ سال است که مشغول به کار است و به افتخار اولین فرزند بنیانگذار آن یعنی انریکو کاتلی، چیکو (به زبان ایتالیایی کیکو) نامگذاری شد و به عنوان هسته مرکزی مجموعه آرتسانا شروع به کار کرد. آرتسانا نه تنها در زمینه محصولات کودکان، بلکه در زمینه تولید سوزن‌های تزریق با کیفیت و دماسنج‌های بالینی بسیار فعال است. علاقه بیش از حد پیترو کاتلی، مؤسس این مجموعه، به سلامت فردی افراد باعث شد تا وی محصولات مراقبت از کودکان را برای محدوده سنی نوزادان تا نونهالان تولید و ارائه کند. در حال حاضر چیکو محصولات خود را در ۶ قاره و بیش از ۱۲۰ کشور در سراسر جهان به فروش می‌رساند.

## آزمایشگاه شادی چیکو
در آزمایشگاه شادی برند چیکو واقع در ایتالیا دانشمندان و پژوهشگران بسیاری مشغول به تحقیق، تجزیه و تحلیل و جمع‌آوری داده‌هایی دربارهٔ کودکان از تولد تا ۳ سالگی هستند. با فهمیدن این که چه چیزی باعث بهبود خواب، تغذیه و بازی کردن کودکان می‌شود، برند چیکو توانسته‌است محصولاتی را برای کودکان تولید کند که منطبق بر نیازهای واقعی خانواده‌ها می‌باشد. در عین حال مصاحبه با والدین کودکان و نیز متخصصان تربیت کودک باعث می‌شود که محصولات برند چیکو کاملاً بر نیازهای واقعی کودک و مادرش منطبق باشد. برند چیکو به رضایت کودک و والدین با این جدیت اهمیت می‌دهد.